# Sunwoo Hwi
Dans ce nom, le nom de famille, Seonu, précède le nom personnel.
Seonu Hwi (hangeul : 선우휘), né le 3 janvier 1922 à Chongju, dans la province de Pyongan du Nord, décédé le 12 juin 1986 à Busan, est un écrivain sud-coréen.

## Biographie
Seonu Hwi—Sunwoo est son nom de famille—est né le 3 janvier 1922 à Chongju dans la province de Pyonganbuk-do . Il fut tour à tour poète, écrivain, journaliste, soldat et philosophe. Il a combattu dans la Guerre de Corée de 1950 à 1952. Il est considéré comme un écrivain réaliste ; il fut aussi célèbre pour son activité de journaliste anticommuniste. Diplômé de l'école des enseignants Gyeongseong en 1944, il a travaillé comme journaliste pour le journal Chosun Ilbo avant de s'enrôler dans l'armée en 1949 en tant qu'officier d'information et d'éducation. Il a fait ses débuts littéraires en 1955 avec la publication de son histoire "Fantôme" (Gwisin).

## Œuvre
L'Institut coréen de traduction littéraire (LTI of Korea) résume l’œuvre de Seonu de cette manière :
Comportement humaniste et expression d'une volonté tenace dans des situations dramatiques, ce sont là les caractéristiques de son monde littéraire. C'est sa nouvelle Flammes (Bulkkot) qui lui a permis de se faire un nom dans la littérature en remportant le Prix Dong-in en 1957. Ce récit met en scène un homme qui surmonte ses craintes pour adopter un esprit de résistance. Comme dans Flammes (Bulkkot), ses romans Un porte-drapeau sans drapeau (Gitbal eomneun Gisu) et La finale de la chasse (Chujeogui pinalle), montrent cette volonté d'agir contre les injustices, volonté enracinée dans le respect de l'humanité. Pour cet écrivain, la responsabilité des intellectuels se situe dans leur participation active aux affaires sociales et dans la résistance face à la déshumanisation causée par les conflits idéologiques et les troubles sociaux. L'approche humaniste, cependant, est parfois proche de l'utopie, notamment dans des œuvres comme Le mythe du village aux buissons fleuris (Ssaritgorui sinhwa), donnant au récit la sensation d'un monde imaginaire éloigné de la réalité contemporaine. Après 1965, Sunwoo Hwi a commencé à manifester une attitude plus prudente à l'égard du système. Golgotha sans sa croix (Sipjaga eomneun golgoda), Un garçon de treize ans (Yeolsesarui sonyeon) et Une histoire drôle sur des gens drôles (Useu-un saramdeurui useu-un iyagi) se concentrent sur la notion de nostalgie concernant les maisons perdues de l'enfance, et Filon (Nodaji), publié en feuilleton dans le magazine hebdomadaire Chosun de 1979 à 1981, est une chronique familiale.

### Histoires courtes
- 귀신 Fantôme (1955)
- 화재 Incendie (1958)
- 망향 Nostalgie (1967)
- 싸릿골 신화 Le mythe du village aux buissons fleuris (1987)
- 불꽃 Flammes (1957)
- 단독강화 Paix séparée (1959)
- 오리와 계급장 Le canard et l'insigne de grade (1958)
- 거울 Miroir (1957)

### Prose
- 깃발 없는 기수 L'homme sans drapeau (1959)
- 추적의 피날레 La finale de la chasse (1961)

### Romans
- 성채(城砦) La citadelle (1963)
- 사도행전 Les travaux des apôtres (1966)
- 노다지 Filon (1986)

### Essais
- 현실과 지식인 La réalité et les intellectuels (1969)